# Нак, Игорь Владимирович
Игорь Владимирович Нак (род. 6 августа 1963, Москва) — российский транспортный строитель, генеральный директор АО «Ямалтрансстрой», российский государственный и политический деятель, депутат Тюменской областной Думы, вице-президент РСПП, председатель координационного совета РСПП по развитию северных территорий и Арктики, руководитель Ассоциации работодателей Ямало-Ненецкого автономного округа, кандидат технических наук.

## Биография
Родился 6 августа 1963 года в Москве.
В 1985 окончил Московский ордена Ленина и ордена Трудового Красного Знамени институт железнодорожного транспорта по специальности «Строительство железных дорог, путь и путевое хозяйство». В 2004 году защитил диссертацию на тему «Методы организации и технологии строительно-путевых работ в условиях Заполярья», решением диссертационного совета Московского государственного университета путей сообщения И. В. Наку присуждена ученая степень кандидата технических наук.
С 1985 года работал в строительно-монтажном поезде № 643 треста «Мосэлектротягстрой» мастером, производителем работ.
С 1986 года работал в строительно-монтажном поезде № 351 Производственного строительно-монтажного объединения «Ямалтрансстрой» (город Лабытнанги) производителем работ, заместителем начальника, начальником.
С 1997 года — первый заместитель, затем генеральный директор ОАО «Ямалтрансстрой», единственной российской компании по строительству железных дорог за Полярным кругом на полуострове Ямал.

## Политическая деятельность
- В 1989—1994 гг. — избирался депутатом городского Совета народных депутатов города Лабытнанги.
- В 1994—1997 гг. — депутат городской Думы.
- В 1996—2000 гг. — депутат Государственной Думы Ямало-Ненецкого автономного округа, 2 созыв.
- В 2000—2005 гг. — депутат Государственной Думы Ямало-Ненецкого автономного округа, 3 созыв.
- В 2005—2007 гг. — депутат Государственной Думы Ямало-Ненецкого автономного округа, 4 созыв (сложил полномочия досрочно в связи с избранием в Тюменскую областную Думу).
- В 2007—2011 гг. — депутат Тюменской областной Думы, 4 созыв.
- В 2011—2016 гг. — депутат Тюменской областной Думы, 5 созыв.
- В 2016—2021 гг. — депутат Тюменской областной Думы, 6 созыв.
- С 2021 года — депутат Тюменской областной Думы, 7 созыв.
- В 2000—2007 гг. возглавлял политсовет Ямало-Ненецкого регионального отделения Всероссийской политической партии «Единая Россия». В Государственной Думе Ямало-Ненецкого автономного округа возглавлял Совет депутатской фракции «Единая Россия».[1]
- С 2007 года по настоящее время — руководитель Ямало-Ненецкого регионального отделения Российского союза промышленников и предпринимателей /РСПП/, член правления РСПП, Председатель Некоммерческой организации «Ассоциация работодателей Ямало-Ненецкого автономного округа».
- С 2014 года — вице-президент РСПП (Российского союза промышленников и предпринимателей).

## Награды и звания
- Орден Александра Невского (указ Президента Российской Федерации от 21.11.2024 г. № 993) — за достигнутые трудовые успехи и многолетнюю добросовестную работу.
- Медаль ордена «За заслуги перед Отечеством» I степени (22 октября 2011 года) — за достигнутые трудовые успехи и многолетнюю плодотворную работу.[2]
- Медаль ордена «За заслуги перед Отечеством» II степени (9 марта 1996 года).[3]
- Почётная грамота Президента Российской Федерации (14 августа 2013 года) — за достигнутые трудовые успехи, активную общественную деятельность и многолетнюю добросовестную работу.[4]
- Благодарность Президента Российской Федерации (5 июня 2017 года) -— за большой вклад в строительство и ввод в эксплуатацию производственных объектов на Бованенковском нефтегазоконденсатном месторождении.
- Орден Русской православной церкви Преподобного Сергея Радонежского III степени (19 июня 2007 года) — за оказание помощи Тобольским духовным школам.
- Медаль Ордена Русской Православной Церкви преподобного Серафима Саровского (награда № 77 от 15.09.2024) - за помощь в строительстве Преображенского кафедрального собора г. Салехарда.
- Знак «Почетный транспортный строитель» (16 августа 1994 года) — за большой вклад в социальное и экономическое развитие Ямало-Ненецкого автономного округа и в связи с 65-летием со дня его образования.
- Нагрудный знак «Почетный транспортный строитель» (6 августа 2008 года) — за многолетний плодотворный труд, большой вклад в развитие транспортного строительства.
- Знак отличия «За заслуги перед Ямалом» (распоряжение губернатора Ямало-Ненецкого автономного округа от 01 августа 2013 года № 183-р ).
- Медаль "За преданность Ямалу" (распоряжение губернатора Ямало-Ненецкого автономного округа от 02 июня 2023 года № 109-р).
- Знак "Почетный железнодорожник" (приказ ОАО "РЖД" от 10.04.2024 г. № 141/П).
- Медаль "Вера и честь" Центрального духовного управления мусульман России (указ — Фарман № 49-23 от 27 ноября 2023 года).
- Золотой знак МИИТ (31 августа 2010 года) Московский Институт инженеров транспорта.[5]